# カメラのさくらや
有限会社カメラのさくらやは、東京都杉並区上荻に本社を置く、カメラ・家電品販売店。通称『荻窪カメラのさくらや』（おぎくぼ -）、『荻窪さくらや』、『おぎさく』。

## 概要
新宿駅東口に本社・旗艦店を構えていた『株式会社カメラのさくらや』の荻窪店が、『有限会社カメラのさくらや』として1971年7月に暖簾分けの形で独立。両社は別法人で資本関係はなく、業務提携も行っていなかったものの、関係が険悪ではなかったため、兄弟店であることを公式に認めた上で同じ『さくらや』の屋号を用い、新宿さくらやがロゴを変更後も旧ロゴを使用していた。
中野駅前のフジヤカメラと並び、中央本線沿線の独立系カメラ専門店として盛業中。カメラ専門誌やインターネットを介した広告・通販も手掛け、プロカメラマンやハイアマチュアら写真愛好家の間で愛用されている。

### 営業中の店舗
何れも荻窪駅西口の駅北側
- 1号店（本店）- 東京都杉並区上荻一丁目10番7号
2011年12月に改築。1階がカメラ売り場、2階が三脚・バッグ・アクセサリー売り場、3階がギャラリーになっている[5]。
- 2号館 - 東京都杉並区上荻一丁目16番3号

### 撤退
- 南口店 - 東京都杉並区荻窪五丁目17番10号（2006年2月20日閉店）